# Araeoncus malawiensis
Araeoncus malawiensis là một loài nhện trong họ Linyphiidae.
Loài này thuộc chi Araeoncus. Araeoncus malawiensis được Rudy Jocqué miêu tả năm 1981.